# Forza campione
Forza campione  è il decimo album musicale pubblicato nel 1983, di Nino D'Angelo.

## Descrizione
Hanno collaborato alla realizzazione del disco: Antonio Casaburi, Gennaro Bevilacqua, Antonio e Vittorio Annona e Nino D'Angelo. Gli arrangiamenti del disco sono di Franco Chiaravalle.

## Tracce
1. Forza campione 4:23 (N. D'Angelo)
2. Capodanno 3:30 (A.e V.Annona/N. D'Angelo)
3. Bimba 3:14 (N. D'Angelo)
4. Vedrai 4:17 (A. Casaburi/N. D'Angelo)
5. Pronto si tu?... 3:32 (N. D'Angelo)
6. Maledetto treno 3:14 (N. D'Angelo)
7. È troppo tardi 3:41 (N. D'Angelo)
8. Ribaltabile giù 3:01 (A. Casaburi/N. D'Angelo)
9. Fra cinquant'anni 3:16 (A. Casaburi/G. Bevilacqua-N. D'Angelo)
10. Racconto d'amore 3:23 (A. Casaburi/G. Bevilacqua-N. D'Angelo)

## Formazione
- Nino D'Angelo - voce
- Gigi Cappellotto - basso
- Flaviano Cuffari - batteria
- Ernesto Massimo Verardi - chitarra
- William Marino - sintetizzatore, programmazione
- Gianni Farè - pianoforte, sintetizzatore, tastiera
- Claudio Pascoli - sassofono tenore, sassofono contralto, sassofono soprano
- Lella Esposito - cori